# クローダン・ド・セルミジ
クローダン・ド・セルミジ（Claudin de Sermisy, 1490年ごろ - 1562年10月13日）は、フランス・ルネサンス音楽の作曲家。ジャヌカンと並んで、16世紀の最も有名なシャンソン作家の一人だが、宗教音楽の作曲家としても重要。同時代のイタリア音楽に影響され、かつ影響を与えている。

## 生涯
「ド・セルミジ（セルミジの人）」という添え名と地名の類似性から、ピカルディかブルゴーニュ、あるいはイル・ド・フランスの出身者の見込みが高い。ピエール・ド・ロンサールを信じてよいなら、早くにジョスカン・デプレに師事したというが、多くの音楽学者からその主張は信頼できないとされている。いずれにせよ、セルミジは遅かれ早かれ音楽に親しむうちに、老巨匠の作曲の発想を吸収したに違いない。当時ジョスカンは、おそらく1501年から1503年ごろまでフランス宮廷に仕えていたが、この年代にはっきりした定説はなく、師弟関係があったとすれば、たぶんその頃だったということになろう。1508年以前のセルミジの消息は不明であるが、宮廷礼拝堂の聖歌隊員であった可能性が高い。
1508年にセルミジ青年は、ルイ12世の宮廷礼拝堂の歌手に任命され、また聖職者となった。セルミジの生年は、宮廷礼拝堂に任命された年代から割り出されている。1515年にフランソワ1世に従ってイタリアに行き、1520年には、カレー近郊の野営地ル・キャン・ドラドールにおける英仏両軍の折衝（Le Camp de Drap d'Or）に際して、フランソワ1世とヘンリー8世が共催した音楽の宴にも参加した（ジャン・ムートンの監督のもとに、おそらく声楽家としての参加であったが、作曲家としても活躍したかもしれない）。1532年には、ブローニュにおける両王の同様の会議にも参加し、このために式典用モテットを作曲した。
1520年代に一時期ルーアンのノートルダム大聖堂の参事会員となるが、1524年に同地を去ってアミアンの聖堂参事会員に就く。1532年までにフランソワ1世のもとに宮廷礼拝堂の宮廷楽長に就任。この職務にあって、少年聖歌隊員の指導と教育に加え、有能な歌手の補充と採用が求められていた。1533年には、サント＝シャペル大聖堂の参事会員にも迎えられたが、この任務のためにパリに住まざるを得なかった。セルミジはパリに大邸宅を構えており、1559年にスペイン軍がサン・カンタンを蹂躙した際に、同地の教会からの避難者を匿うことができるほどであったという。1554年にはサント・カトリーヌ教会にて聖職禄を受給。セルミジの晩年についての詳細はほとんど伝えられていないが、出版年代から判断する限り、最晩年まで作曲家として活動していたようである。サント＝シャペルに埋葬された。

## 作品

### 宗教曲
セルミジは宗教音楽と世俗音楽の両方を作曲したが、どれもみな声楽曲である。宗教曲のうち、完成されたミサ曲は（唯一のレクイエムを含めて）12点が現存しており、さらにほぼ100曲のモテットといくつかのマニフィカト、「エレミアの哀歌」の連作が含まれる。同時代の多くの宗教音楽のフランス人作曲家とは対照的に、セルミジがユグノーに対して何らかの共感を抱いていたという確証は存在しない。どうやら生涯を通じてローマ・カトリックの信仰に忠実であったようだ。
セルミジは生涯にわたって、年を経るにつれて次第に宗教曲への関心を増してゆき、それに応じて世俗曲への関心が減じている。手引きとなるのは出版年代である（特別な機会のためにたまたま作曲された作品でもない限り、実際の作曲年代を打ち出すことは、当時の作曲家にとっては至って考えにくいことであった）。セルミジの後半生において、同時代の作曲家の間では（たとえばムートンやゴンベールの作品に典型的であるように）、通模倣様式によるポリフォニーの優位が濃厚であったため、セルミジがこの作曲様式を避け、より透明なテクスチュアと短いフレーズを好んだという点が重大である。この作曲様式は、むしろ初期に作曲されたシャンソンの様式にそっくりだからである。しかもそのうえ、一つの作品の中でテクスチュアを変化させ、ポリフォニックな部分とホモフォニックな部分、和弦的な部分を交替させているが、これもまたセルミジの世俗曲のテクスチュアに盛んに見られる特徴である。
セルミジは、当時のフランス音楽に見受けられるような受難曲を、ただ1曲しか遺していない（《マタイ受難曲》）。この作品は、ミサ曲やモテットに比べると平明で、言葉を明瞭に聞き取ることができるように工夫されている。

### シャンソン
セルミジの音楽界への寄与のうちで至って有名なのがシャンソンであり、その数およそ175点にのぼる。ジャヌカンのシャンソンに似ているが、しかしさほど標題的でない。この楽種におけるセルミジの作曲様式は、他の作曲家による楽曲に比べて、より優雅で洗練されているとも評されてきた（下記の Gleason と Becker の共著による）。セルミジのシャンソンに特徴的なのは、軽やかさや優雅さを求めるために、フランドル楽派の作曲家によるこれ見よがしのポリフォニーを締め出して、和弦的でシラビックな書法を取っていることである。セルミジは、音符を早口で繰り返すことを好んだため、全般的に軽やかさや踊るような感じがする。作曲様式上のもう一つの特色は、曲頭の音型が、「長・短・短」格のリズム構成（二分音符－四分音符－四分音符、四分音符－八分音符－八分音符）となっていることである。この音型は、16世紀後半のカンツォーナにおいて決定的な特徴となった。
セルミジが選んだテクストは、通常は、たとえばクレマン・マロなど、同時代の詩人からとられている。典型的なトピックは、報われぬ恋や自然、酒盛りである。セルミジの歌曲のいくつかは、男盛りを越えた、さえない老人に娶られる若い娘の不幸がうたわれているが、これは当時ならではの感慨にほかならない。
セルミジのシャンソンはたいてい4声のために作曲されている。しかしながら初期において、4声体が標準となる前は、3声のために作曲された。イタリアのフロットーラから明らかに影響されているが、セルミジのシャンソンそのものが、フランスの国境を越えてたびたび重版されたため、おのずとイタリアの作曲家にも影響を及ぼしている（→カンツォーナへの影響）。

### 影響力
セルミジは西欧各地で有名であり、その写譜は、イタリアやスペイン、ポルトガル、イングランドなど随所で発見されている。フランソワ・ラブレーは、著書『ガルガンチュアとパンタグリュエル』（第4巻）の中で、他の同時代の作曲家数名とともにセルミジについても触れている。セルミジ作品は幾度となく器楽曲に編曲された。フランスばかりかイタリアやドイツ、ポーランドの器楽奏者によって、ヴィオールやリュート、あるいはオルガンなどの鍵盤楽器のために編曲された。セルミジはカトリックであったとはいえ、多くの彼の旋律は、次世代のプロテスタントの音楽家によって流用された。ルター派教会のコラール《わが神の御心は Was mein Gott will》でさえ、出典はセルミジのシャンソンである。

## 録音
- Sermisy - Bonjour mon coeur